# Lipogramma
Un lipogramma (dal greco antico λειπό?, leipó, "lascio" e γραμμα, gramma, "lettera") è costituito da un testo in cui non può essere usata una determinata lettera. In pratica, si prende un testo normale e lo si riscrive sostituendo ogni parola che contiene la lettera proibita con un suo sinonimo che non la contiene.

## Il lipogramma nell'antichità
Sono da ricordare gli esempi di Nestore di Laranda (III secolo d.C.) e Trifiodoro (III secolo d.C.), che rielaborarono, in forma di lipogramma, rispettivamente l'Iliade e l'Odissea. Ad essi va aggiunto il grammatico Fabio Planciade Fulgenzio (V-VI secolo d.C.), autore di un De aetatibus mundi et hominis. In ogni canto non veniva usata la lettera corrispondente nell'ordine alfabetico.

## Esempi letterari moderni
Lo scrittore Georges Perec (membro dell'OuLiPo) è riuscito a scrivere un intero romanzo, La scomparsa (La Disparition), senza mai usare la lettera "e". Ad esso ha fatto seguito un secondo lipogramma, in forma di specchio del precedente, intitolato Le ripetizioni (Les revenentes), nel quale lo scrittore utilizza come unica vocale, in tutto il testo, proprio la lettera "e". Si tratta dunque di un lipogramma, o una sua variante (vedi oltre), in "a", "i", "o", "u" ed "y" (anche quest'ultima lettera rientrante tra le vocali in francese).
Umberto Eco, ne Il secondo diario minimo (Bompiani, 1992), propone "Undici nuove danze per Montale". Partendo dalla poesia di Montale Addio, fischi nel buio, cenni, tosse, crea undici varianti che escludono via via le vocali. Le ultime due varianti (quella in "solo U" e quella "Pangramma eteroletterale (vengono usate una sola volta tutte le 26 lettere dell'alfabeto)" sono spiegate e completate da chiose.
Lo scrittore statunitense Mark Dunn ha pubblicato un romanzo in lipogrammi progressivi intitolato Ella Minnow Pea (in italiano: "Lettere. Fiaba epistolare in lipogrammi progressivi". Traduzione a cura di Daniele Petruccioli). Man mano che il racconto procede, l'autore smette di utilizzare una ad una le lettere dell'alfabeto, fino a giungere ad interi capitoli scritti utilizzandone solo tre o quattro.
La storia "Sfida a Topolinia", scritta da Tito Faraci e disegnata da Giorgio Cavazzano, non contiene mai la lettera "E". Pubblicata originariamente su Topolino 2174, era accompagnata da un concorso in cui si chiedeva ai lettori di scoprire cosa mancasse nella storia.
Paolo Albani ha composto il primo libro lipogrammato in "a", cioè interamente scritto senza usare la lettera "a", in Italia pubblicato nelle edizioni Oplepo nel 2021, intitolato Foglietti di bordo (giugno-dicembre 20**).
Ensi De Luca ha pubblicato nel 2025 "detta enfasi" un libro scritto completamente senza la lettera R che attraverso un attento uso dei sinonimi, parla proprio della mancanza della lettera R. Nello stesso anno ha pubblicato "lexington: · life in the cycle -" un libro scritto in lingua inglese che non utilizza mai la lettera A - una delle lettere più presenti nella lingua inglese.

## Nella musica
È stato sperimentato il lipogramma anche in musica nella Canzone senza R, scritta da Stefano Calabrese nel 1997. Il testo scherza proprio sulla lettera R che non viene mai pronunciata salvo nell'intenzionale "Urrà!" finale. L'inciso del brano è una chiara dedica a chi ha la caratteristica del rotacismo:
(Stefano Calabrese, da Canzone senza R, 1997.)

## Varianti
Oltre ai lipogrammi ufficiali si possono includere quindi nella categoria anche altri testi con vincoli (in questo caso lipogrammi solo per estensione). Ad esempio, un testo monovocalico, cioè in cui si usa un'unica vocale (come nell'esempio, già visto, di Perec) è, in pratica, un lipogramma su più lettere, cioè un testo in cui non si possano usare tutte le altre vocali.
Un esempio di testo monovocalico in "o" (lipogramma in "a", "e", "i" ed "u") può venire dal seguente testo, Sfogo d'orco.
(Filippo Casadei, da Povero Pinocchio, a cura di Umberto Eco, Comix, Bologna, 1995.)